# Louhusaaret (ö i Kivijärvi, Talviaislahti)
Louhusaaret är en ö i Finland. Den ligger i sjön Kivijärvi och i kommunen Kivijärvi i den ekonomiska regionen  Saarijärvi-Viitasaari och landskapet Mellersta Finland, i den centrala delen av landet, 300 km norr om huvudstaden Helsingfors. Öns area är 13,1 hektar och dess största längd är 0,9 kilometer i sydöst-nordvästlig riktning.  Notera att namnet antyder att det är fråga om flera öar.